# Henrik Sjöfararens orden

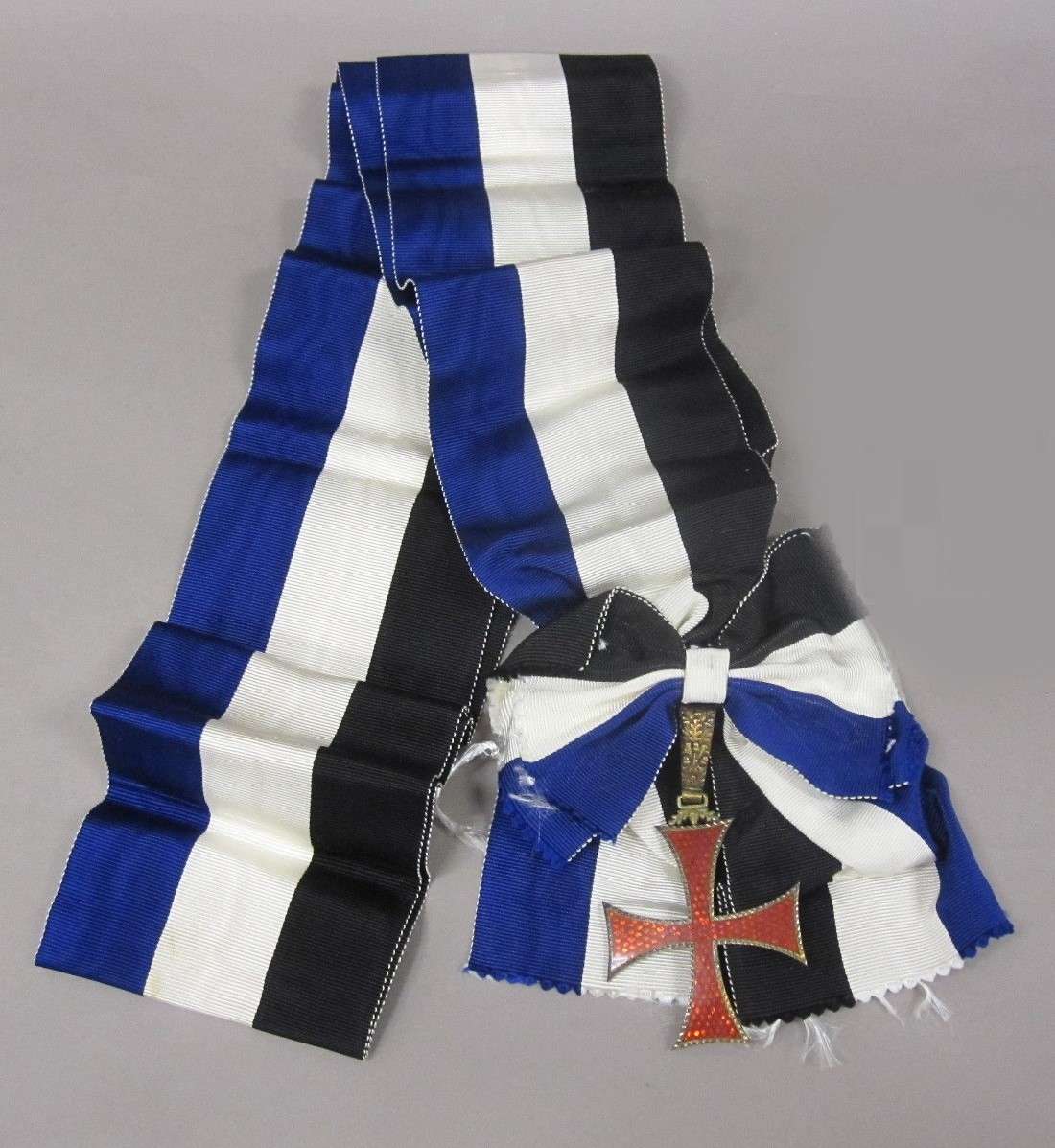
Henrik Sjöfararens orden

Henrik Sjöfararens orden (portugisiska: Ordem do Infante dom Henrique), är en portugisisk orden instiftad den 2 juni 1960. Orden skapades till minnet av Henrik Sjöfararens död år 1460. Mindre reformer av orden skedde 1962 och 1980.
Orden består av sex klasser:
- storkedja
- storkors
- storofficerare
- kommendör
- officerare
- riddare